# Big Leaguer
Big Leaguer est un film américain de Robert Aldrich, sorti en 1953.

## Fiche technique
- Titre original : Big Leaguer
- Réalisation : Robert Aldrich
- Scénario : Herbert Baker
- Direction artistique : Cedric Gibbons, Eddie Imazu
- Décors : Edwin B. Willis
- Photographie : William Mellor, Harold Lipstein
- Son : Douglas Shearer
- Montage : Ben Lewis
- Production : Matthew Rapf
- Société de production : Metro-Goldwyn-Mayer
- Société de distribution : Loew's Incorporated
- Pays d’origine :  États-Unis
- Langue originale : anglais
- Format : Noir et blanc — 35 mm — 1,37:1 — son Mono (Western Electric Sound System)
- Genre : drame
- Durée : 70 minutes
- Dates de sortie :
  - États-Unis : 21 août 1953

## Distribution
- Edward G. Robinson : John B. « Hans » Lobert
- Vera-Ellen : Christy
- Jeff Richards : Adam Polachuk
- Richard Jaeckel : Bobby Bronson
- William Campbell : Julie Davis
- Carl Hubbell : lui-même
- Paul Langton : Brian McLennan
- Lalo Rios : Chuy Ramon Santiago Aguilar
- Bill Crandall : Tippy Mitchell
- Frank Ferguson : Wally Mitchell
- John McKee : Dale Alexander
- Al Campanis : lui-même
- Bob Trocolor : lui-même
- Tony Ravish : lui-même

## Bande originale
- Take Me Out to the Ball Game, musique d'Albert von Tilzer, paroles de Jack Norworth.